# Poștalion

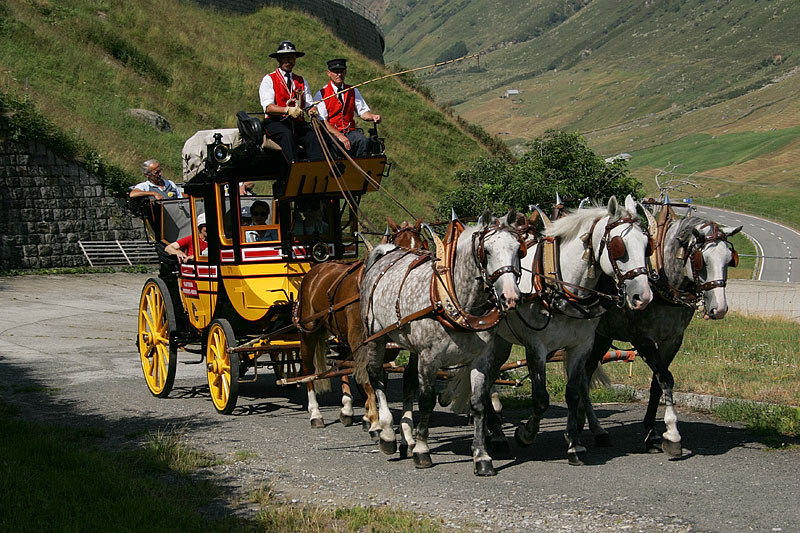
Trăsură poştală la Gotthard (Hospental, Elveţia)

Poștalioanele, de asemenea numite și diligențe erau trăsurile poștei care au funcționat până în secolul 20, fiind utilizate de poștă ca mijloc de transport de corespondență și pachete, și pentru transportul de persoane. Acestea erau trase de unul sau mai mulți cai și erau conduse de un vizitiu. Diligența era o trăsură mare, acoperită, trasă de patru sau șase cai cu care se efectua transportul regulat de poștă și călători pe distanțe lungi. 

## Filatelie
De-a lungul timpului mai multe țări, ca România, Franța, Germania sau San Marino au emis mărci poștale în al căror desen apare imaginea unei trăsuri a poștei. 